# Aaron Kovar
Aaron Kovar (Seattle, 14 agosto 1993) è un ex calciatore statunitense, di ruolo centrocampista.

## Carriera
Il 9 gennaio 2014 firma un contratto con i Seattle Sounders. Il 10 giugno 2014 va in prestito all'Orange County Blues, per i quali gioca due partite.
Fa la spola tra la prima squadra e la squadra riserve dei Sounders, militanti in USL.
Il 24 gennaio 2018 passa al Los Angeles FC.

## Statistiche
Statistiche aggiornate al 24 ottobre 2017.
| Stagione                | Squadra                 | Campionato              | Campionato | Campionato | Coppe nazionali | Coppe nazionali | Coppe nazionali | Coppe continentali | Coppe continentali | Coppe continentali | Altre coppe | Altre coppe | Altre coppe | Totale | Totale |
| Stagione                | Squadra                 | Comp                    | Pres       | Reti       | Comp            | Pres            | Reti            | Comp               | Pres               | Reti               | Comp        | Pres        | Reti        | Pres   | Reti   |
| ----------------------- | ----------------------- | ----------------------- | ---------- | ---------- | --------------- | --------------- | --------------- | ------------------ | ------------------ | ------------------ | ----------- | ----------- | ----------- | ------ | ------ |
| 2014                    | Orange County Blues     | USL                     | 2          | 0          | OC              | -               | -               | -                  | -                  | -                  |             | -           | -           | 2      | 0      |
| 2014                    | Seattle Sounders        | MLS                     | 3          | 0          | OC              | -               | -               | -                  | -                  | -                  |             | -           | -           | 3      | 0      |
| 2015                    | Seattle Sounders        | MLS                     | 6          | 0          | OC              | 1               | 0               |                    | -                  | -                  |             | -           | -           | 7      | 0      |
| 2015                    | Seattle Sounders 2      | USL                     | 18         | 1          | OC              | -               | -               | -                  | -                  | -                  |             | -           | -           | 18     | 1      |
| 2016                    | Seattle Sounders 2      | USL                     | 3          | 1          | OC              | -               | -               |                    | -                  | -                  |             | -           | -           | 3      | 1      |
| 2016                    | Seattle Sounders        | MLS                     | 16         | 1          | OC              | 2               | 0               | CCL                | 6                  | 0                  |             | -           | -           | 24     | 1      |
| 2017                    | Seattle Sounders        | MLS                     | 7          | 0          | OC              | 2               | 2               |                    | -                  | -                  |             | -           | -           | 9      | 2      |
| 2017                    | Seattle Sounders 2      | USL                     | 3          | 0          | OC              | -               | -               |                    | -                  | -                  |             | -           | -           | 3      | 0      |
| Totale Seattle Sounders | Totale Seattle Sounders | Totale Seattle Sounders | 32         | 1          |                 | 5               | 2               |                    | 6                  | 0                  |             | -           | -           | 43     | 3      |
| Totale carriera         | Totale carriera         | Totale carriera         | 58         | 3          |                 | 5               | 2               |                    | 6                  | 0                  |             | -           | -           | 69     | 5      |

## Palmarès

### Competizioni Nazionali
- MLS Supporters' Shield: 1

Seattle Sounders: 2014
- Campionato MLS: 1

Seattle Sounders: 2016